# Конезавод (Самарская область)
Конезаво́д — посёлок в Красноярском районе Самарской области. Входит в состав сельского поселения Хорошенькое. Основан в 1970 году.

## География
Посёлок находится на расстоянии примерно 18 км (по прямой) к северо-востоку от села Красный Яр, административного центра района.

## Население
| 2010 |
| ---- |
| 390  |

### Национальный состав
Согласно результатам переписи 2002 года, в национальной структуре населения русские составляли 45 % из 389 чел.